# Comté de Hordaland

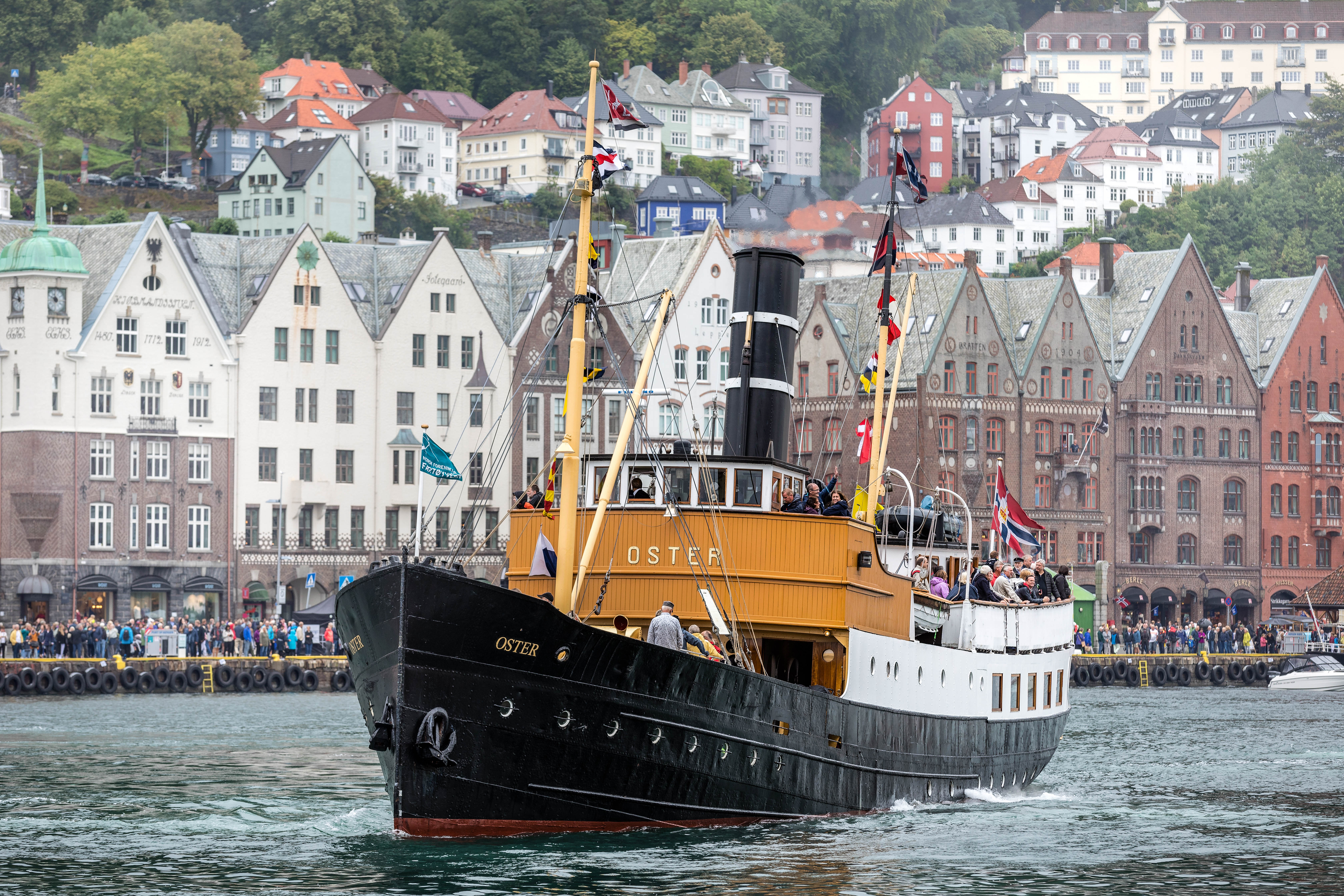
Le DS «Oster» ou DS «Oster», bateau qui assurait le transport de voyageurs et de marchandises entre Bergen (Norvège) et le Osterfjorden ou Osterfjorden i Hordaland dans le comté de Hordaland au début du XXe siècle, pendant le festival de l'héritage maritime Fjordsteam 2018.

Le comté de Hordaland (en norvégien : Hordaland fylke ; en vieux norrois : Hörðaland) est un ancien comté norvégien situé au centre-ouest du pays. Il a été fusionné le 1er janvier 2020 avec l'ancien comté limitrophe de Sogn og Fjordane pour former le nouveau comté de Vestland. Il était voisin des comtés de Sogn og Fjordane, Buskerud, Telemark et Rogaland. Il était le troisième comté le plus peuplé après ceux d’Akershus et Oslo. Son centre administratif se situait à Bergen.

## Informations générales
Le Hordaland a une forme en demi-disque. Situé au sud-ouest du pays, le comté est coupé par le long et profond Hardangerfjord, l’un des principaux fjords du pays et une des attractions touristiques majeures de la région. Environ la moitié du parc national des hauts-plateaux de Hardangervidda se trouve sur le territoire du comté.
On y trouve également de célèbres chutes d’eau, comme Vøringsfoss, Steindalsfoss, Stykkjedalsfoss, et quelques glaciers, notamment le Folgefonno et le Hardangerjøkull.
Plus de 60 % des habitants vivent à Bergen ou à proximité. Mais le comté compte d’autres villes importantes comme Bømlo, Leirvik, Voss et Odda.

### Jumelage
Le comté est jumelé avec Cardiff au pays de Galles et l'était avec l'ancienne Basse-Normandie (Ouest). Cet accord de partenariat n'a pas été remis en cause par la création de la nouvelle région Normandie (région administrative). Dans ce cadre et afin de renforcer les liens historiques qui unissent ces deux territoires, différents échanges de jeunes sont organisés comme la Classe Normandie Hordaland du lycée Jean-Rostand de Caen avec le lycée de Voss ou la Classe du Hordaland en Normandie et réciprocité de l'université Caen Normandie.

## Communes
Le comté de Hordaland était subdivisé en 33 communes (Kommuner) au niveau local :
- Askøy
- Austevoll
- Austrheim
- Bergen
- Bømlo
- Eidfjord
- Etne
- Fedje
- Fitjar
- Fjell
- Fusa
- Granvin
- Jondal
- Kvam
- Kvinnherad
- Lindås
- Masfjorden
- Meland
- Modalen
- Odda
- Os
- Osterøy
- Øygarden
- Radøy
- Samnanger
- Stord
- Sund
- Sveio
- Tysnes
- Ullensvang
- Ulvik
- Vaksdal
- Voss